# Oreonectes macrolepis
Oreonectes macrolepis is een straalvinnige vissensoort uit de familie van de bermpjes (Nemacheilidae). De wetenschappelijke naam van de soort is voor het eerst geldig gepubliceerd in 2009 door Huang, Du, Chen & Yang.